# ويزلي (لاعب كرة قدم مواليد 1989)
ويزلي هو لاعب كرة قدم برازيلي في مركز حراسة المرمى، ولد في 27 أبريل 1989 في ساو باولو في البرازيل. لعب مع غاليسيا سبورت ‏.